# Girchi - Plus de liberté
Girchi - Plus de liberté (géorgien: გირჩი - მეტი თავისუფლება) est un parti politique géorgien fondé par Zourab Japaridze le 20 décembre 2020.  